# Грінвуд-Лейк (Нью-Йорк)
Грінвуд-Лейк (англ. Greenwood Lake) — селище (англ. village) в США, в окрузі Орандж штату Нью-Йорк. Населення — 2994 особи (2020).

## Географія
Грінвуд-Лейк розташований за координатами 41°13′19″ пн. ш. 74°17′25″ зх. д. / 41.22194° пн. ш. 74.29028° зх. д. (41.222058, -74.290390).  За даними Бюро перепису населення США в 2010 році селище мало площу 6,40 км², з яких 5,30 км² — суходіл та 1,10 км² — водойми.

## Демографія
Згідно з переписом 2010 року, у селищі мешкали 3154 особи в 1284 домогосподарствах у складі 799 родин. Густота населення становила 493 особи/км².  Було 1538 помешкань (240/км²).
Расовий склад населення:
| - 89,8 % — білих - 2,5 % — чорних або афроамериканців - 2,3 % — азіатів - 0,7 % — корінних американців - 2,5 % — осіб інших рас |

До двох чи більше рас належало 2,1 %. Частка іспаномовних становила 12,4 % від усіх жителів.
За віковим діапазоном населення розподілялося таким чином: 20,5 % — особи молодші 18 років, 67,0 % — особи у віці 18—64 років, 12,5 % — особи у віці 65 років та старші. Медіана віку мешканця становила 42,8 року. На 100 осіб жіночої статі у селищі припадало 98,4 чоловіків;  на 100 жінок у віці від 18 років та старших — 100,1 чоловіків також старших 18 років.
Середній дохід на одне домашнє господарство  становив 99 917 доларів США (медіана — 78 611), а середній дохід на одну сім'ю — 116 744 долари (медіана — 95 216). Медіана доходів становила 83 479 доларів для чоловіків та 51 328 доларів для жінок. За межею бідності перебувало 2,9 % осіб, у тому числі 0,0 % дітей у віці до 18 років та 0,0 % осіб у віці 65 років та старших.
Цивільне працевлаштоване населення становило 1600 осіб. Основні галузі зайнятості: роздрібна торгівля — 15,3 %, освіта, охорона здоров'я та соціальна допомога — 15,3 %, науковці, спеціалісти, менеджери — 11,3 %, мистецтво, розваги та відпочинок — 11,1 %.